# Хронологія рекордів України в приміщенні з бігу на 1 милю серед чоловіків
Рекорди України з бігу на 1 милю в приміщенні визнаються Федерацією легкої атлетики України з-поміж результатів, які показали українські легкоатлети на відповідній дистанції на біговій доріжці в приміщенні, за умови дотримання встановлених вимог.

## Хронологія рекордів
Рекорди УРСР з бігу на 1 милю в приміщенні почали фіксуватись з 1987 року. На той момент найкращим результатом українців був час, який показав Володимир Пантелей у 1973 році.
|                                         | Час     | Атлет                     | Місто змагань | Дата змагань | Примітки | Відео |
| --------------------------------------- | ------- | ------------------------- | ------------- | ------------ | -------- | ----- |
| 1                                       | 4.01,5h | Володимир Пантелей Харків | Ричмонд       | 16.03.1973   | [ 1 ]    |       |
|                                         |         |                           |               |              |          |       |
| 2                                       | 3.59,14 | Іван Гешко Чернівці       | Бостон        | 27.01.2007   |          |       |
|                                         |         |                           |               |              |          |       |
| 18 років, 60 днів від дати встановлення |         |                           |               |              |          |       |